# Unione Sportiva Fasano 1999-2000
Questa pagina raccoglie le informazioni riguardanti l'Unione Sportiva Fasano nelle competizioni ufficiali della stagione 1999-2000.

## Rosa
| N. |                   | Ruolo | Calciatore               |
| -- | ----------------- | ----- | ------------------------ |
|    | Italia (bandiera) | A     | Pietro Cappuccilli       |
|    | Italia (bandiera) | C     | Michele Cassano          |
|    | Italia (bandiera) | A     | Francesco Cavaliere      |
|    | Italia (bandiera) | D     | Donato Colucci           |
|    | Italia (bandiera) | D     | Michele Cunti            |
|    | Italia (bandiera) | D     | Francesco Danza          |
|    | Italia (bandiera) | C     | Andrea De Gregorio       |
|    | Italia (bandiera) | A     | Francesco De Napoli      |
|    | Italia (bandiera) | C     | Alessandro De Solda (II) |
|    | Italia (bandiera) | D     | Pasqualino Di Serafino   |
|    | Italia (bandiera) | P     | Luca Gentili             |

| N. |                   | Ruolo | Calciatore               |  |
| -- | ----------------- | ----- | ------------------------ |  |
|    | Italia (bandiera) | A     | Vittorio Insanguine      |  |
|    | Italia (bandiera) | D     | Giuseppe Luceri          |  |
|    | Italia (bandiera) | D     | Alessio Morelli          |  |
|    | Italia (bandiera) | C     | Francesco Peccarisi      |  |
|    | Italia (bandiera) | A     | Davide Pellegrini (II)   |  |
|    | Italia (bandiera) | D     | Stefano Pellegrini (III) |  |
|    | Italia (bandiera) | A     | Claudio Pellegrino       |  |
|    | Italia (bandiera) | D     | Gianluca Ricci           |  |
|    | Italia (bandiera) | A     | Massimo Scarpa           |  |
|    | Italia (bandiera) | C     | Pietro Tarantino         |  |
|    | Italia (bandiera) | D     | Damiano Zizzariello      |  |